# Piazzola sul Brenta

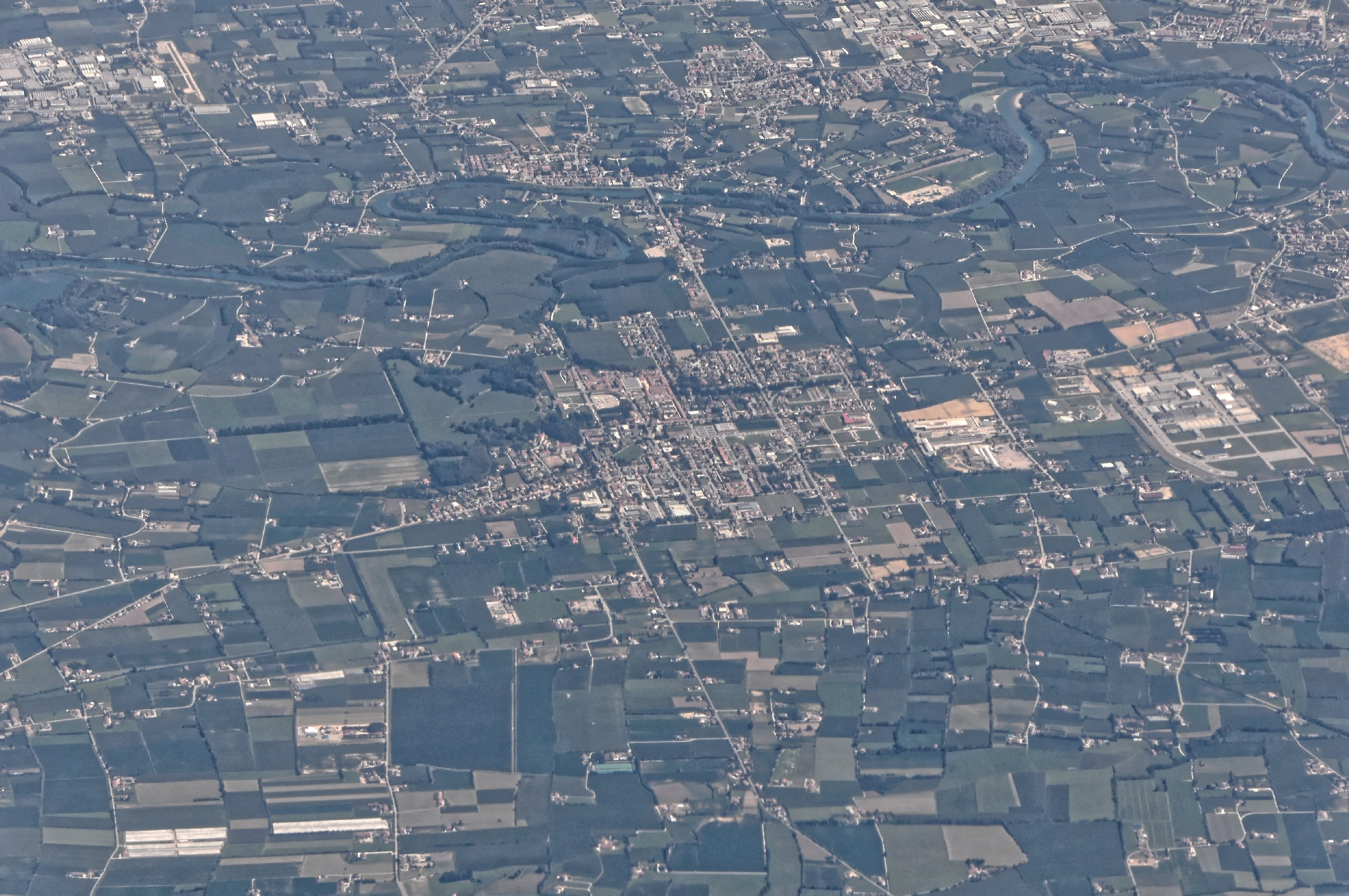
Piazzola su Brenta von oben

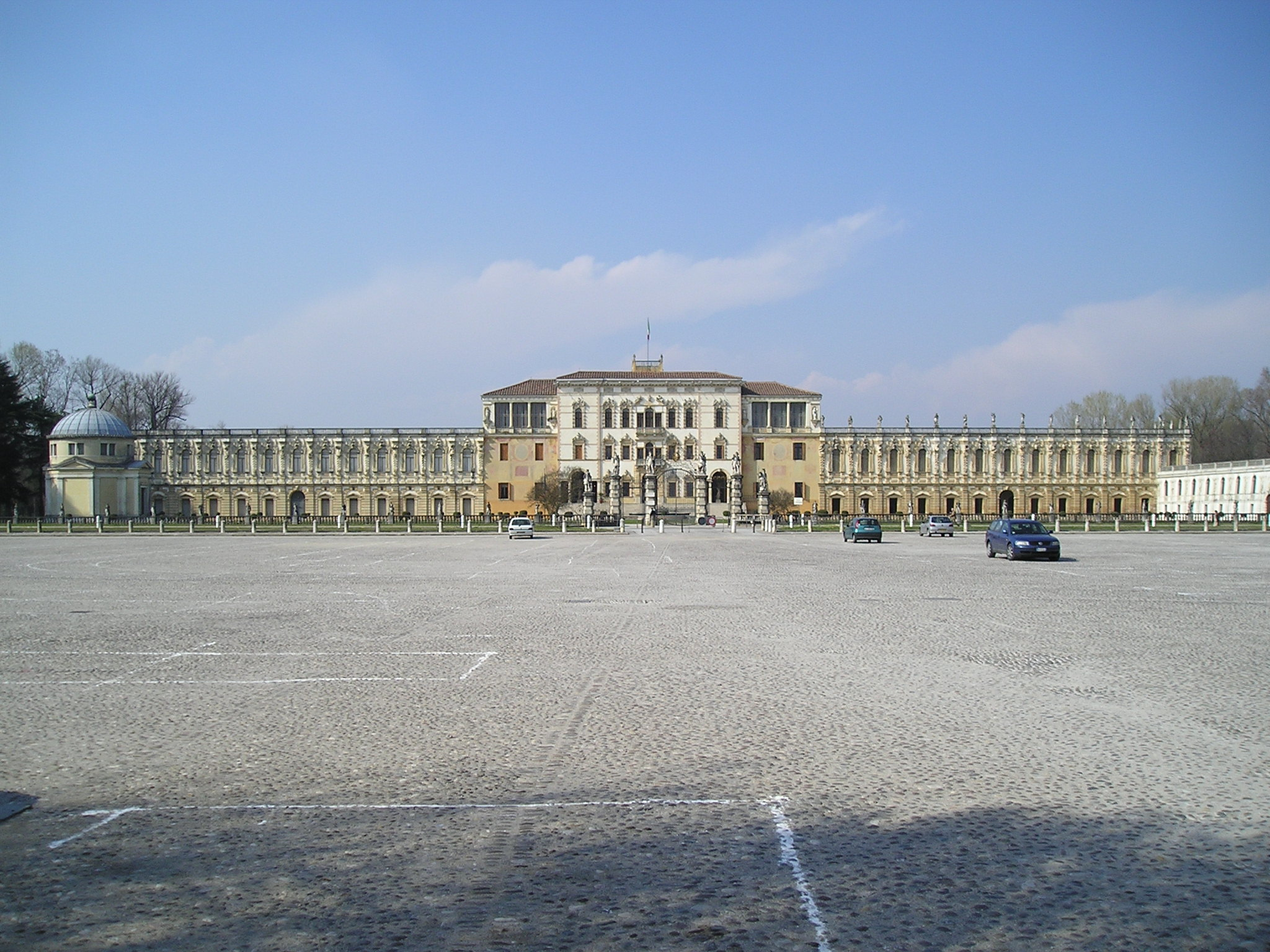
Villa Contarini in Piazzola sul Brenta

Piazzola sul Brenta ist eine norditalienische Gemeinde (comune) mit 11.109 Einwohnern (Stand 31. Dezember 2023) in der Provinz Padua in Venetien. Die Gemeinde liegt etwa 18 Kilometer nordnordwestlich von Padua und etwa 16 Kilometer östlich von Vicenza an dem westlichen Ufer des Brenta. Piazzola sul Brenta grenzt unmittelbar an die Provinz Vicenza.

## Verwaltungsgliederung
Zur Gemeinde Piazzola sul Brenta gehören neben dem dort liegenden Gemeindesitz weitere 5 Fraktionen: Carturo, Isola Mantegna, Presina, Tremignon und Vaccarino sowie die zwei Weiler Boschiera und Santa Colomba.

## Geschichte
Aus der Renaissance sind die Villen Contarini und Paccagnella erhalten, die von Andrea Palladio errichtet wurden bzw. diesem zugeschrieben werden.

## Verkehr
Die Gemeinde liegt an den Provinzstraßen 10, 75 und 94. Die frühere Bahnstrecke von Padua über Piazzola sul Brenta nach Carmignano di Brenta ist 1958 geschlossen worden. 

## Veranstaltungen
In Piazzola sul Brenta findet jeden letzten Sonntag des Monats einer der größten Floh- und Antiquitätenmärkte Italiens statt.

## Persönlichkeiten
- Andrea Mantegna (1431–1506), Maler und Kupferstecher
- Raimundo Cesare Bergamin (1910–1991), römisch-katholischer Ordensgeistlicher, Bischof von Padang
- Sergio Scremin (* 1963), Radrennfahrer